# Conference USA
La Conference USA (CUSA) est un groupement de dix universités situées dans le sud des États-Unis et qui gère les compétitions sportives dans huit sports masculins et onze féminins.

## Histoire
La CUSA, fondée en 1995, connaît en 2005 une modification importante puisque neuf universités la quittent et six la rejoignent.
Un autre changement important survient au début des années 2020 : 
- Marshall, Old Dominion et Southern Miss rejoignent la Sun Belt Conference en juillet 2022 ;
- Charlotte, Florida Atlantic, North Texas, Rice, UAB et UTSA rejoignent l'American Athletic Conference en juillet 2023 ;
- Kennesaw State démarra sa période de transition en 2023 pour être un membre à part entière en juillet 2024.
- Les programmes de Delaware et de Missouri State intègreront la conférence en 2025.
- En octobre 2024, UTEP quittera la CUSA en 2026 pour rejoindre la Mountain West Conference[1].
- En juillet 2025, Louisiana Tech annonce son départ pour la Sun Belt Conference à partir de 2026 au plus tôt[2].

## Les membres actuels
| - Fightin' Blue Hens du Delaware - Panthers de FIU - Gamecocks de Jacksonville State - Owls de Kennesaw State - Flames de Liberty - Bulldogs de Louisiana Tech (départ en 2026 au plus tôt) |  | - Blue Raiders de Middle Tennessee - Bears de Missouri State - Aggies de New Mexico State - Bearkats de Sam Houston - Miners de l'UTEP (départ en 2026) - Hilltoppers de Western Kentucky |

| \| 500 km1:17 479 000 Répartition géographique des membres à part entière de la Conference-USA \| New Mexico State Delaware FIU Sam Houston Louisiana Tech Liberty Missouri State Western Kentucky Middle Tennessee Jacksonville State Kennesaw State UTEP |
| 500 km1:17 479 000 Répartition géographique des membres à part entière de la Conference-USA |

## Membres associés

### Baseball
- Patriots de Dallas Baptist (en)

### Beach-volley féminin
- Owls de Florida Atlantic
- Bulls de South Florida
- Texans de Tarleton State
- Green Wave de Tulane
- Blazers de l'UAB

### Bowling féminin
- Red Wolves d'Arkansas State
- Cornhuskers du Nebraska
- Pioneers de Sacred Heart (en)
- Green Wave de Tulane
- Beacons de Valparaiso
- Commodores de Vanderbilt
- Shockers de Wichita State
- Raiders de Wright State
- Penguins de Youngstown State (en)

## Membres au fil du temps
Légende :
- Université membre d'une autre conférence

## Installations sportives
Membre partant pour la Mountain West Conference à partir de 2026.

 Membre partant pour la Sun Belt Conference à partir de 2026 au plus tôt.
| Institution         | Stade de football américain        | Capacité                           | Salle de basketball                  | Capacité                           | Stade de baseball                      | Capacité                 |
| ------------------- | ---------------------------------- | ---------------------------------- | ------------------------------------ | ---------------------------------- | -------------------------------------- | ------------------------ |
| Dallas Baptist (en) | Membre uniquement pour le baseball | Membre uniquement pour le baseball | Membre uniquement pour le baseball   | Membre uniquement pour le baseball | Horner Ballpark (en)                   | 3 492                    |
| Delaware            | Delaware Stadium (en)              | 18 500                             | Bob Carpenter Center                 | 5 000                              | Bob Hannah Stadium                     | 1 300                    |
| FIU                 | Pitbull Stadium                    | 20 000                             | Ocean Bank Convocation Center        | 5 000                              | Infinity Insurance Park                | 2 000                    |
| Jacksonville State  | AmFirst Stadium (en)               | 24 000                             | Pete Mathews Coliseum (en)           | 5 800                              | Rudy Abbott Field                      | 1 000                    |
| Kennesaw State      | Fifth Third Stadium                | 10 200                             | KSU Convocation Center (en)          | 4 600                              | Fred Stillwell Stadium                 | 1 200                    |
| Liberty             | Williams Stadium                   | 25 000                             | Liberty Arena (en) Vines Center (en) | 4 000 9 547                        | Liberty Baseball Stadium               | 2 500                    |
| Louisiana Tech      | Joe Aillet Stadium                 | 28 562                             | Thomas Assembly Center               | 8 098                              | J. C. Love Field at Pat Patterson Park | 2 000                    |
| Middle Tennessee    | Johnny "Red" Floyd Stadium         | 30 788                             | Murphy Center                        | 11 802                             | Reese Smith Jr. Field                  | 2 600                    |
| Missouri State      | Robert W. Plaster Stadium          | 17 500                             | Great Southern Bank Arena            | 11 000                             | Hammons Field                          | 7 986                    |
| New Mexico State    | Aggie Memorial Stadium             | 30 343                             | Pan American Center (en)             | 12 482                             | Presley Askew Field                    | 1 000                    |
| Sam Houston         | Bowers Stadium (en)                | 12 593                             | Bernard Johnson Coliseum (en)        | 6 110                              | Don Sanders Stadium                    | 1 163                    |
| UTEP                | Sun Bowl Stadium                   | 51 500                             | Don Haskins Center (en)              | 12 222                             | Pas d'équipe de baseball               | Pas d'équipe de baseball |
| Western Kentucky    | L. T. Smith Stadium (en)           | 23 776                             | E. A. Diddle Arena (en)              | 7 326                              | Nick Denes Field                       | 1 500                    |

## Palmarès en football américain
Avant 2005, chaque membre de la conférence se rencontrait à tour de rôle pour déterminer son champion. Pendant cette courte période, le vainqueur de la finale de conférence USA était invité d'office à jouer le Liberty Bowl contre un membre de la Southeastern Conference (SEC). Si deux équipes terminaient à égalité, elles étaient toutes deux déclarées championnes.
- 1996 : Houston et Southern Miss
- 1997 : Southern Miss
- 1998 : Tulane
- 1999 : Southern Miss
- 2000 : Louisville
- 2001 : Louisville
- 2002 : Cincinnati et TCU
- 2003 : Southern Miss
- 2004 : Louisville

### Finales de conférence en football américain (depuis 2005)
Le tableau ci-dessous décrit les finales de conférence, les équipes ayant gagné le match sont en gras et le classement des équipes est celui décerné avant le match par l'Associated Press (AP).
| Saison | Division Ouest                  | Division Ouest          | Division Est                       | Division Est           | Site                                                                  | Assistance |
| ------ | ------------------------------- | ----------------------- | ---------------------------------- | ---------------------- | --------------------------------------------------------------------- | ---------- |
| 2005   | Golden Hurricane de Tulsa       | 44                      | Knights de l'UCF                   | 27                     | Citrus Bowl, Orlando, Floride                                         | 51 978     |
| 2006   | Cougars de Houston              | 34                      | Golden Eagles de Southern Miss     | 20                     | Robertson Stadium, Houston, Texas                                     | 31 818     |
| 2007   | Golden Hurricane de Tulsa       | 25                      | Knights de l'UCF                   | 44                     | Bright House Networks Stadium, Orlando, Floride                       | 44 128     |
| 2008   | Golden Hurricane de Tulsa       | 24                      | Pirates d'East Carolina            | 27                     | Skelly Field at H.A. Chapman Stadium, Tulsa, Oklahoma                 | 22 740     |
| 2009   | #18 Cougars de Houston          | 32                      | Pirates d'East Carolina            | 38                     | Dowdy-Ficklen Stadium, Greenville, Caroline du Nord                   | 33 048     |
| 2010   | Mustangs de SMU                 | 7                       | Knights de l'UCF                   | 17                     | Bright House Networks Stadium, Orlando, Floride                       | 41 045     |
| 2011   | Cougars de Houston              | 28                      | #24 Golden Eagles de Southern Miss | 49                     | Robertson Stadium, Houston, Texas                                     | 32 413     |
| 2012   | Golden Hurricane de Tulsa       | 33                      | Knights de l'UCF                   | 27                     | Skelly Field at H.A. Chapman Stadium, Tulsa, Oklahoma                 | 17 635     |
| 2013   | Owls de Rice                    | 41                      | Thundering Herd de Marshall        | 24                     | Rice Stadium, Houston, Texas                                          | 20 247     |
| 2014   | Bulldogs de Louisiana Tech      | 23                      | Thundering Herd de Marshall        | 26                     | Joan C. Edwards Stadium, Huntington, Virginie-Occidentale             | 23 711     |
| 2015   | Golden Eagles de Southern Miss  | 28                      | Hilltoppers de Western Kentucky    | 45                     | Houchens Industries–L. T. Smith Stadium (en), Bowling Green, Kentucky | 16 823     |
| 2016   | Bulldogs de Louisiana Tech      | 44                      | Hilltoppers de Western Kentucky    | 58                     | Houchens Industries–L. T. Smith Stadium (en), Bowling Green, Kentucky | 13 213     |
| 2017   | Mean Green de North Texas       | 17                      | Owls de Florida Atlantic           | 41                     | FAU Stadium, Boca Raton, Floride                                      | 14 258     |
| 2018   | Blazers de l'UAB                | 27                      | Blue Raiders de Middle Tennessee   | 25                     | Johnny "Red" Floyd Stadium (en), Murfreesboro, Tennessee              | 15 806     |
| 2019   | Blazers de l'UAB                | 6                       | Owls de Florida Atlantic           | 49                     | FAU Stadium, Boca Raton, Floride                                      | 14 387     |
| 2020   | Blazers de l'UAB                | 22                      | Thundering Herd de Marshall        | 13                     | Joan C. Edwards Stadium, Huntington, Virginie-Occidentale             | 8 324      |
| 2021   | Roadrunners de l'UTSA           | 49                      | Hilltoppers de Western Kentucky    | 41                     | Alamodome, San Antonio, Texas                                         | 41 148     |
| Saison | 1re en saison régulière         | 1re en saison régulière | 2e en saison régulière             | 2e en saison régulière | Site                                                                  | Assistance |
| 2022   | #23 Roadrunners de l'UTSA       | 48                      | Mean Green de North Texas          | 27                     | Alamodome, San Antonio, Texas                                         | 41 412     |
| 2023   | #20 Flames de Liberty           | 49                      | Aggies de New Mexico State         | 35                     | Williams Stadium, Lynchburg, Virginie                                 | 20 077     |
| 2024   | Gamecocks de Jacksonville State | 52                      | Hilltoppers de Western Kentucky    | 12                     | JSU Stadium (en), Jacksonville, Alabama                               | 15 628     |

### Statistiques par équipes
Toutes les statistiques reflètent l'adhésion à CUSA à partir de l'année universitaire 2023-2024.

#### Membres actuels
Les Panthers de FIU, les Bearkats de Sam Houston et les Miners de l'UTEP n'ont jamais participé à la finale de conférence.
Les Owls de Kennesaw State ont rejoint la CUSA en juillet 2024. Les Owls ne seront pas éligibles pour participer au match pour le titre de conférence avant d'avoir terminé leur transition vers la Division I FBS en 2025. Les Fightin' Blue Hens du Delaware et les Bears de Missouri State rejoindront la CUSA en 2025 et seront éligibles pour le match de championnat de la conférence en 2026.
| Nb. | Équipe                           | G | P | %    | Titres     | Finaliste  |
| --- | -------------------------------- | - | - | ---- | ---------- | ---------- |
| 4   | Hilltoppers de Western Kentucky  | 2 | 2 | 50,0 | 2015, 2016 | 2021, 2024 |
| 2   | Bulldogs de Louisiana Tech       | 0 | 2 | 0    |            | 2014, 2016 |
| 1   | Gamecocks de Jacksonville State  | 1 | 0 | 100  | 2024       |            |
| 1   | Flames de Liberty                | 1 | 0 | 100  | 2023       |            |
| 1   | Blue Raiders de Middle Tennessee | 0 | 1 | 0    |            | 2018       |
| 1   | Aggies de New Mexico State       | 0 | 1 | 0    |            | 2023       |

#### Anciens membres
Les 49ers de Charlotte, les Tigers de Memphis, les Monarchs d'Old Dominion et le Green Wave de Tulane n'ont jamais participé à une finale de la Conférence USA lorsqu'ils en étaient membre.
Les équipes ci-dessous sont actuellement membres de l'American Conference ("American"), avec les exceptions suivantes :
- Houston et UCF sont membres de la Big 12 Conference.
- Marshall et Southern Miss sont membres de la Sun Belt Conference.
- SMU est membre de l'Atlantic Coast Conference.

| Nb. | Équipe                         | G | P | %    | Titres     | Finaliste  |
| --- | ------------------------------ | - | - | ---- | ---------- | ---------- |
| 4   | Golden Hurricane de Tulsa      | 2 | 2 | 50,0 | 2005, 2012 | 2007, 2008 |
| 4   | Knights de l'UCF               | 2 | 2 | 50,0 | 2007, 2010 | 2005, 2012 |
| 3   | Blazers de l'UAB               | 2 | 1 | 66,7 | 2018, 2020 | 2019       |
| 3   | Cougars de Houston             | 1 | 2 | 33,3 | 2006       | 2009, 2011 |
| 3   | Thundering Herd de Marshall    | 1 | 2 | 33,3 | 2014       | 2013, 2020 |
| 3   | Golden Eagles de Southern Miss | 1 | 2 | 33,3 | 2011       | 2006, 2015 |
| 2   | Pirates d'East Carolina        | 2 | 0 | 100  | 2008, 2009 |            |
| 2   | Owls de Florida Atlantic       | 2 | 0 | 100  | 2017, 2019 |            |
| 2   | Roadrunners de l'UTSA          | 2 | 0 | 100  | 2021, 2022 |            |
| 2   | Mean Green de North Texas      | 0 | 2 | 0    |            | 2017, 2022 |
| 1   | Owls de Rice                   | 1 | 0 | 100  | 2013       |            |
| 1   | Mustangs de SMU                | 0 | 1 | 0    |            | 2010       |

## Palmarès en basket-ball masculin
| - 1996 : Cincinnati - 1997 : Marquette - 1998 : Cincinnati - 1999 : UNC-Charlotte - 2000 : St. Louis - 2001 : UNC-Charlotte - 2002 : Cincinnati - 2003 : Louisville - 2004 : Cincinnati - 2005 : Louisville - 2006 : Memphis - 2007 : Memphis - 2008 : Memphis - 2009 : Memphis |  | - 2010 : Houston - 2011 : Memphis - 2012 : Memphis - 2013 : Memphis - 2014 : Tulsa - 2015 : UAB - 2016 : Middle Tennessee - 2017 : Middle Tennessee - 2018 : Marshall - 2019 : Old Dominion - 2020 : Annulé (Covid-19) - 2021 : North Texas - 2022 : UAB - 2023 : Florida Atlantic |